# Stopień Wodny Marszowice

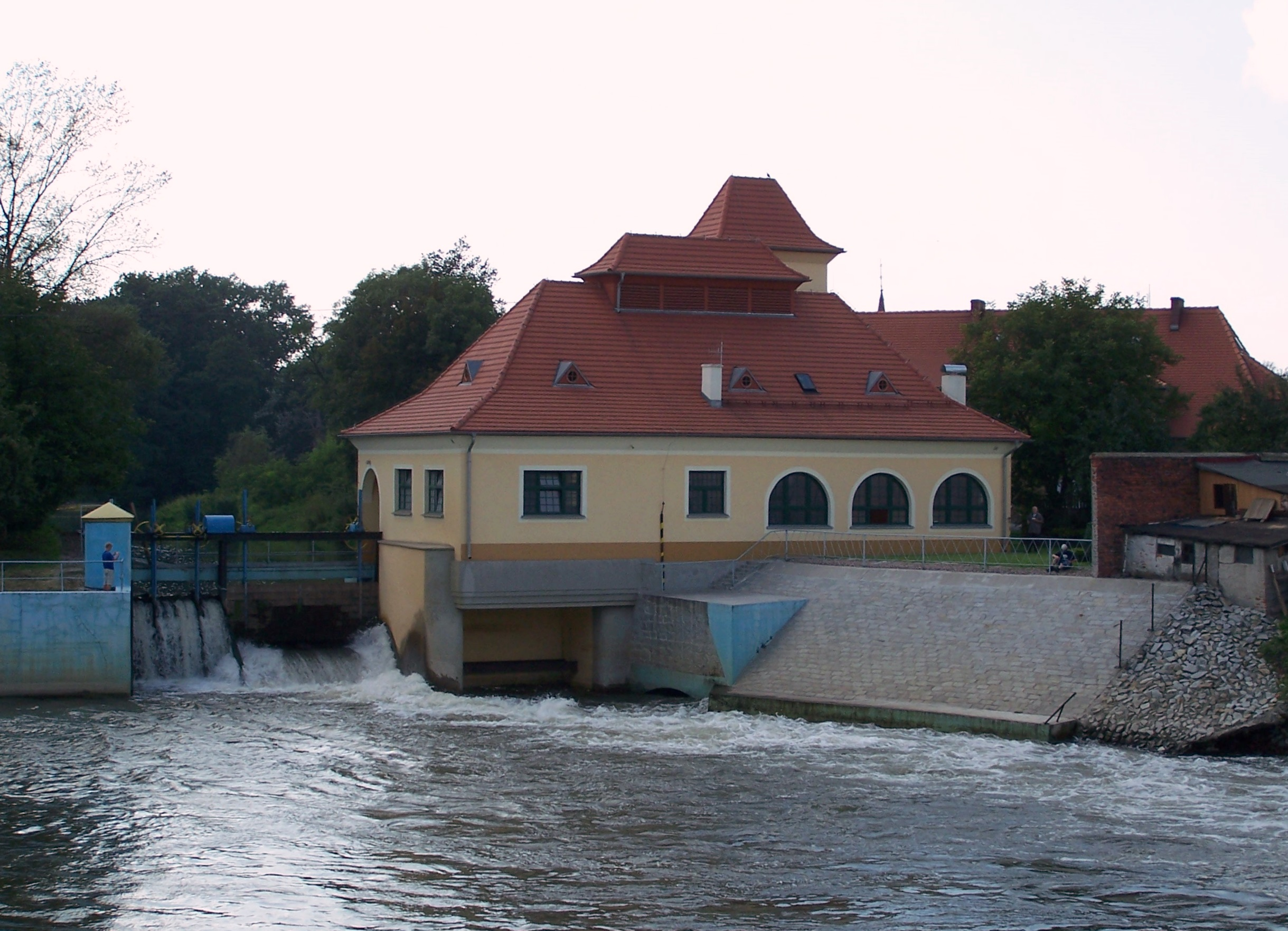

Stopień Wodny Marszowice (Elektrownia Wodna Marszowice, Jaz Elektrowni Wodnej Marszowice, Jaz Marszowice) – stopień wodny, w skład którego wchodzi między innymi elektrownia wodna, położony na rzece Bystrzyca, w rejonie osiedla Marszowice we Wrocławiu. Powstał on w miejscu istniejących tu młynów wodnych w latach dwudziestych XX wieku, a dokładniej w latach 1920-1921. Inwestorem był między innymi właściciel przędzalni zlokalizowanej przy obecnej ulicy Stabłowickiej, niejaki Scholler, oraz kilka innych firm. Inwestycja obejmowała oprócz tego stopnia wodnego, także Elektrownię Wodną Stabłowice. 
Jednym z elementów stopnia wodnego jest przepływowa elektrownia wodna. Była ona wykorzystywana lokalnie do zasilania pobliskich zakładów włókienniczych na Stabłowicach. Po drugiej wojnie światowej, przez około 15 lat, korzystało z niej wojsko armii radzieckiej. Następnie elektrownię przejął wrocławski zakład energetyczny w 1959 r. Obecnie elektrownia znajduje się w użytkowaniu przez Spółkę z o.o. Jeleniogórskie Elektrownie Wodne i wchodzi w skład Zespołu Elektrowni Wodnych Wrocław. Elektrownia wyposażona jest w dwie turbiny Francisa produkcji firmy J.M. Voith wraz z dwoma generatorami produkcji Siemens-Schuckert, na napięcie 3 kV; w związku z brakiem sieci 3 kV konieczne było zainstalowanie transformatora. Ich moce to odpowiednio 120 i 265 kW, moc instalowana 385 kW, moc 140 kW, moc osiągalna: 200 kW. Elektrownia zlokalizowana jest na lewym brzegu rzeki, po stronie osiedla Marszowice.
Elementem stopnia wodnego zapewniającym piętrzenie dla potrzeb elektrowni jest jaz zlokalizowany na ramieniu bocznym rzeki opływającym od południa i wschodu niedużą, zalesioną wyspę – Jaz Marszowice. Jest to jaz stały. Wybudowano tu jaz konstrukcji palowo-kamiennej. Jego długość to 28,5 m. Drugim jazem współpracującym z Jazem Marszowice jest Jaz Elektrowni Wodnej Marszowice położony w korycie głównym rzeki przy elektrowni. Jest to jaz wyposażony w zamknięcia zasuwowe i most jazowy. 
W latach 2006–2007 przeprowadzono remont i modernizację na stopniu. Jaz i elektrownia wpisane są na listę zabytków architektury i budownictwa miasta Wrocławia.